# Fosfonito

Éster general de ácido fosfonoso

Los fosfonitos son compuestos organofosforados con la fórmula P(OR)2R. Se encuentran en algunos pesticidas y se usan como ligandos en catálisis homogénea y química de coordinación.

## Preparación
Aunque son derivados del ácido fosfonoso (RP(OH)2), no son preparados a partir de dichos precursores. Los fosfonitos se preparan por alcohólisis de cloruros organofosforados. Por ejemplo, el tratamiento de diclorofenilfosfina con metanol y una base da fenilfosfonito de dimetilo:
{\displaystyle \mathrm {Cl_{2}PPh+2\ CH_{3}OH\longrightarrow {}(CH_{3}O)_{2}PPh+2\ HCl} }

## Reactividad
La oxidación de fosfonitos da fosfonatos:
{\displaystyle \mathrm {2\ P(OR)_{2}R+O_{2}\longrightarrow {}2\ OP(OR)_{2}R} }